# 거대자기저항
거대 자기저항 효과 (巨大磁氣抵抗效果, 영어: GMR:Giant Magneto Resistive effect)란 자기저항효과의 특수한 경우이다.
보통 금속의 자기저항효과 (물질의 전기저항이 자기장에 따라 변화하는 현상)은 수 %이지만, 1nm정도의 강자성박막(F층)과 비강자성박막(NF층)을 겹쳐만든 다층막에서는 수십%이상의 자기저항비가 나타나는 경우가 있다. 이러한 현상을 거대자기저항효과라 부른다.
1987년 독일의 페터 그륀베르크, 프랑스의 알베르 페르에 의해 발견되었다. 거대자기저항 효과는 다층막 자기구조가 외부자기장에 의해 변화하기 때문에 발생한다. 자기다층막 이외에도 페로브스카이트형 망간산화물에서도 발견된다.
거대자기저항효과를 응용한 자기헤드의 등장으로 인해 하드 디스크 드라이브의 용량은 비약적으로 늘어났다.
그륀베르크와 페르는 이 발견으로 2007년 노벨 물리학상을 수상했다.

## 같이 보기
- 스핀트로닉스
- 터널 자기저항효과